# Пеган
Пега́н (рос. Пеган) — присілок у складі Макушинського округу Курганської області, Росія. 
Населення — 81 особа (2010, 110 у 2002).
Національний склад станом на 2002 рік:
- росіяни — 93 %